# Ferris (producer)
Sören Bühler , művésznevén Ferris (korábban Ferris Bueller) (Freiburg im Breisgau, 1971. szeptember 29. - ) német származású elektronikus zenei producer. Megalakulásától 1998-ig a német Scooter együttes tagja.

## Élete
Anyai ágon unokatestvére H.P. Baxxternek (Hans-Peter Geerdes). Már fiatal korától kezdve érdekelte a zene, amit apjának köszönhet, aki egy zenekarban játszott basszusgitáron. Szülei ötödik osztályos korában elváltak egymástól. A középiskolai zenekar tagja volt, ahol dobolt. Kedvenc együttesei a Depeche Mode, az Erasure, és a Pet Shop Boys voltak. A gimnázium után Hannoverbe költözött, ahol tanulmányait kereskedelmi ügynök-szakon folytatta, de végül ezzel is felhagyott. Ő és H.P. rengeteget jártak bulizni, és ennek hatására alakult ki bennük az elhatározás, hogy együttest fognak alapítani. 1993-ban felkeresték Rick J. Jordant, aki csatlakozott hozzájuk, és megalapították a "The Loop!" nevű formációt, amit később átneveztek Scooterre. Az együttessel négy nagylemezt és 13 kislemezt adott ki, majd 1998-ban távozott. Távozásának több oka is volt: nem érzett többé örömet abban, amit csinál, zavarta, hogy H.P. Baxxter saját maga köré szervezte át a Scootert, amellett mániás depresszióval is küzdött. Betegségéből csak hosszú évek kitartó munkájával tudott felépülni. Viszonya unokatestvérével különféle okok miatt megromlott, az napjainkban is hűvösnek mondható.
1998-ban Nosie Katzmann segítségével szólókarrierbe kezdett, már csak mint Ferris. Három kislemezt jelentetett meg, mérsékelt sikerrel. 2001-ben létrehozta saját stúdióját, a Nuturn-t. 2002-ben, egy szintén ex-Scooter taggal, Axel Coon-nal létrehozta a Fragrance nevű egyszámos projektet. 2008-ban Axel Coon-nal és Kai Penschow-wal összehozott egy újabb, háromtagú projektet, a "3 Global Players"-t. Egy időre Angliába költözött, és leginkább reklámok és filmek háttérzenéit készítette.
2002-ben hosszú évekig tartó jogvita kezdődött közte és a Scooter között. Ő és Kai Penschow közösen elkészítették a "Nessaja" című számot, amelyet felajánlott egy olyan ügynökségnek, amely a Scooterrel is kapcsolatban volt. Az ő verziójukat nem adták ki, azonban a Scooter egy az egyben lemásolta azt, amely nagy sláger lett. Ferris folyamatosan hangoztatta, hogy a "Nessaja" valójában az ő szerzeménye, és a saját weboldalán is így szerepeltette. 2011-ben azonban a Scooter megtiltotta neki, hogy a továbbiakban szerzőnek nevezze magát. Válaszképpen Ferris beperelte a csapatot, és saját Facebook-oldalán őket gyalázó kijelentéseket tett. A per évekig elhúzódott, majd megegyezéssel zárult, Ferris pedig 2019-ben megkapta a dal után járó jogdíjakat. A "Nessaja" saját verzióját nem áll szándékában megjelentetni.
Ferris legközelebb 2012-ben jelentkezett, amikor bejelentette, hogy "B.A.C.K." címmel új nagylemezt készít, melyen a régi Scooter-hangzást szeretné visszahozni. Ebből kreatív problémák miatt végül nem lett semmi, csak pár videó, amin bejelentkezik egy stúdióból. 2015 márciusában egy nagyinterjúban ismét bejelentette, hogy stúdióba vonul és nekilát hosszú idő után újabb szólóanyagának. Valóban zajlott néhány hétig érdemi munka, de a nagy hírveréssel elkezdett stúdiózás hamar abbamaradt, és végül nem adott ki semmit. Hosszas szünet után 2021-ben jelent meg újabb kislemeze "Alright" címmel, majd 2022-ben kiadta a "Dance" című jótékonysági kislemezét.
Jelenleg a Deutsche Bahn (Német Vasutak) logisztikai csoportjánál dolgozik.
Ferris védjegyévé vált a fején hordott panamakalap, amely szokást még Hannoverben kezdett el.
Ferris homoszexuális, ezt Facebook-posztokban történő utalások során említette meg néhányszor.

## Diszkográfia

### Kislemezek
- Girl (1998. november 23.)
- Heaven (1999. április 6.)
- Nessaja (nem jelent meg)
- Living Withour Your Love (2003. április 28.)
- I'm Back (nem jelent meg, 2012-ben tervezte kiadni)
- Call My Name (2020. december 19. - ingyenes ajándék karácsonyi track)
- Alright (2021. július 29.)
- Dance (The Ballad) (2022. április 10.)

### Projektek
- Ham & Eggs - The Great Song of Indifference (1998)
- Ancient of Mumu - Living (2002)
- Fragrance - Don't Break My Heart (2002)
- Rock Ryders - Do You Know (Fragrance Radio Mix) (2003)
- 3 Global Players - Daydream (2008)
- B.A.C.K. (nagylemez, nem jelent meg)